# Droga wojewódzka 560
Die Droga wojewódzka 560 (DW 560) ist eine 76 Kilometer lange Droga wojewódzka (Woiwodschaftsstraße) in der polnischen Woiwodschaft Masowien und der Woiwodschaft Kujawien-Pommern, die Brodnica mit Bielsk verbindet. Die Strecke liegt im Powiat Brodnicki, im Powiat Rypiński, im Powiat Sierpecki und im Powiat Płocki.

## Streckenverlauf
Woiwodschaft Kujawien-Pommern, Powiat Brodnicki
-  Brodnica (Strasburg in Westpreußen, Strasburg an der Drewenz) (DK 15, DW 544)
- Gorczenica (Groß Gorschen)
- Kolonia Osiek
- Osiek
- Obórki
- Tadajewo
- Strzygi

Woiwodschaft Kujawien-Pommern, Powiat Rypiński
- Marianki (Marienkaten)
- Starorypin Rządowy
-  Rypin (Rypin) (DW 534, DW 557, DW 563)
- Gniazdek
- Zakrocz (Sagert)
- Puszcza Miejska
- Wygoda
- Urszulewo

Woiwodschaft Masowien, Powiat Sierpecki
- Karlewo
- Blizno
- Dąbkowa Parowa
- Jaźwiny
- Szczechowo
-  Sierpc (Sierpc) (DK 10, DW 541)
- Gorzewo
- Susk
- Goleszyn
- Zbójno
- Lelice
- Bombalice

Woiwodschaft Masowien, Powiat Płocki
-  Bielsk (Bielsk) (DK 60, DW 540)